# Classe Bellerophon
Pour les articles homonymes, voir Bellérophon (homonymie).
La classe Bellerophon était une classe de trois cuirassés Dreadnought qui a été construite au Royaume-Uni avant la Première Guerre mondiale, et a servi dans la Royal Navy durant la guerre. Elle tire son nom du personnage de la mythologie grecque Bellérophon, le fils de Glaucos (ou de Poséidon, suivant les versions), roi de Corinthe et d'Eurynomé (ou Eurymédé), une mortelle. Ce nom avait été porté dans la Royal Navy par le navire de ligne sur lequel Napoleon embarqua en 1815 pour l'Angleterre.
Les navires de la classe Bellerophon étaient des copies conformes du HMS Dreadnought lancé en 1906, à l'exception d'un deuxième mât tripode. Le navire de tête, le HMS Bellérophon, a été commandé le jour même de la fin de la réalisation du HMS Dreadnought, et a également été construit au chantier naval de Portsmouth.

## Conception
Le HMS Dreadnought ne possédait que des cloisons blindées pour protéger les dépôts de munitions. Les navires de la classe Bellerophon ont reçu le blindage complet de la coque, sans perdre de vitesse avec la même motorisation.
Comme les canons de 12 livres (305 mm) du HMS Dreadnought  ont été reconnus comme insuffisants contre les torpilleurs, l'armement secondaire a été renforcé par 16 canons de 4 pouces (102 mm) mais augmentait le poids. Ces quelques changements dans la conception initiale amenèrent à réduire le blindage de la ceinture de 11 à 10 pouces (250 mm) ainsi que le tonnage de combustible embarqué, ce qui limitait aussi le rayon d'action maximum.

## Les unités de la classe
| Nom             | Lancement       | Armement        | Chantier naval                          | Fin de carrière                          | Photo |
| --------------- | --------------- | --------------- | --------------------------------------- | ---------------------------------------- | ----- |
| HMS Bellerophon | 27 juillet 1907 | 20 février 1909 | HMNB Portsmouth Portsmouth              | vendu le 8 novembre 1921 pour démolition |       |
| HMS Superb      | 7 novembre 1907 | 9 juin 1909     | Armstrong Whitworth Newcastle upon Tyne | vendu en 1922 pour démolition            |       |
| HMS Temeraire   | 24 août 1907    | 15 mai 1909     | Devonport Dockyard Plymouth             | vendu le 7 décembre 1921 pour démolition |       |